# Danneel Harris
Danneel Ackles, tidigare Harris, född 18 mars 1979 i Lafayette, Louisiana, är en amerikansk skådespelare.
Hon är mest känd som Rachel Gatina i TV-serien One Tree Hill, men hon har även medverkat i CSI och filmer som exempelvis Ten Inch Hero. I One Tree Hill spelar hon en cheerleader. I säsong 7 av One Tree Hill är hon gift med Dan Scott som är pappa till Nathan och Lucas Scott.

## Filmografi
- The Plight of Clownana (2004)
- What I Like About You .... Kate (4 avsnitt, 2004)
- One Life to Live .... Shannon McBain (2004)
- Joey .... Katie (3 avsnitt, 2004-2005)
- På heder och samvete .... Cameron 'Cammie' Cresswell (2 avsnitt, 2005)
- Förhäxad .... Glamour Paige (1 avsnitt, 2005)
- Rule Number One (2005) .... April
- Ten Inch Hero (2007) .... Tish
- One Tree Hill .... Rachel Gatina (2005-2008)
- CSI: Crime Scene Investigation....(1 avsnitt (A La Cart)
- Free Radio (2008) .... sig själv (1 avsnitt, 2008)
- How I Met Your Mother .... Nora (1 avsnitt, 2008)
- Parental Guidance Suggested (ny titel "Extreme Movie") (2008) .... Melissa
- Harold & Kumar Escape from Guantanamo Bay (2008) .... Vanessa
- Still Waiting... (2008) .... Sherry
- Extreme Movie (2008)
- Fired Up! (2009)
- Friends with Benefits (TV-serie 2011)